# Valmascle
Valmascle (okzitanisch Los Combals) ist ein Ort und eine südfranzösische Gemeinde mit 51 Einwohnern (Stand: 1. Januar 2022) im Département Hérault in der Region Okzitanien (vor 2016 Languedoc-Roussillon). Die Gemeinde gehört zum Arrondissement Lodève und zum Kanton Clermont-l’Hérault. 

## Lage
Valmascle liegt etwa 47 Kilometer westlich von Montpellier. Umgeben wird Valmascle von den Nachbargemeinden Mérifons im Norden und Nordwesten, Salasc im Norden und Nordosten, Mourèze im Osten, Cabrières im Südosten, Vailhan im Süden, Montesquieu im Südwesten sowie Pézènes-les-Mines im Westen.

## Bevölkerungsentwicklung
| Jahr                       | 1962 | 1968 | 1975 | 1982 | 1990 | 1999 | 2006 | 2017 |
| Einwohner                  | 32   | 40   | 38   | 43   | 41   | 41   | 39   | 40   |
| Quellen: Cassini und INSEE |      |      |      |      |      |      |      |      |

## Sehenswürdigkeiten

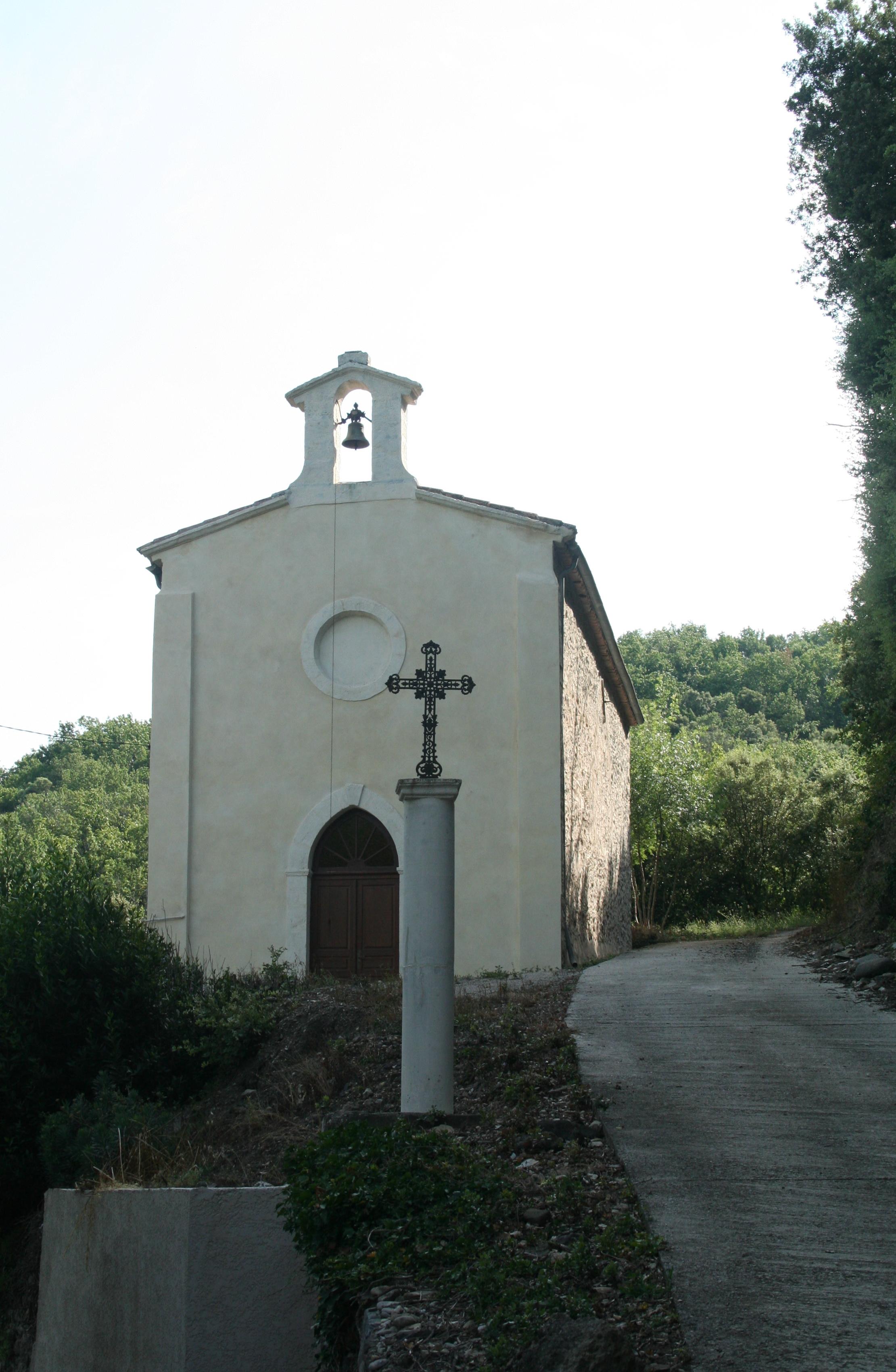
Kirche Saint-Pierre

- Kirche Saint-Pierre